# Балтрушайтис, Август Августович
Август Августович Балтрушайтис (6 июня 1937, местечко Кракяй, Литва — 20 августа 2015) — советский и литовский киноактёр и кинорежиссёр.

## Биография
Родился в местечке Кракю, Литва.
В 1955—1957 годах учился на актерском отделении Литовской государственной консерватории (Вильнюс).
C 1958 года и по 1959 год был режиссёром Каунасского Государственного музыкального театра драмы. С 1959 года и по 1960 год — режиссёр Литовского государственного академического театра драмы (Вильнюс).
В 1962 году окончил режиссёрский факультет Государственного института театрального искусства — ГИТИСа. И с этого же года — главный режиссёр Хабаровского краевого Театра юного зрителя имени Ленинского Комсомола.
С 1964 года — ассистент режиссёра Литовской киностудии.
В 1967 году окончил Высшие режиссёрские курсы при киностудии «Ленфильм» и был зачислен в штат киностудии в качестве режиссёра-постановщика.
Жил и работал в Литве.

## Фильмография

#### Актёрские работы
1. 1967 — Личная жизнь Кузяева Валентина — Володя
2. 1968 — Мёртвый сезон — Энтони, связной Ладейникова
3. 1970 — Салют, Мария! — махновец
4. 1970 — Лето в Бережках — браконьер
5. 1971 — Дорога на Рюбецаль — пленный немец
6. 1972 — Синие зайцы, или Музыкальное путешествие — эпизод
7. 1981 — Встреча у высоких снегов — Тимоха Серьга
8. 1989 — Осень приходит лесами — эпизод
9. 1990 — 1992 — Марюс — эпизод

#### Режиссёрские работы
1. 1969 — Эти невинные забавы
2. 1972 — Боба и слон (ТВ)
3. 1975 — Призвание (ТВ)
4. 1977 — Сумка инкассатора
5. 1980 — День на размышление